# Dana Rohrabacher
Dana Tyrone Rohrabacher, född 21 juni 1947 i Coronado, Kalifornien, är en amerikansk republikansk politiker. Han var ledamot av USA:s representanthus 1989–2019.
Rohrabacher gick i skola i Palos Verdes High School. Han studerade vid Los Angeles Harbor College, California State University och University of Southern California. Han var biträdande presstalesman i Ronald Reagans presidentkampanjer i presidentvalen 1976 och 1980. Han arbetade sedan som president Reagans talskrivare 1981–1988. Som talskrivare hjälpte han till med att formulera Reagandoktrinen.

## Val
Kongressledamot Dan Lungren kandiderade inte till omval i kongressvalet 1988. Rohrabacher vann valet med stöd från Oliver North och tillträdde som kongressledamot i januari 1989. Han omvaldes fjorton gånger. 

## Politik

### Ryssland
Rohrabacher har beskrivits som en av Vladimir Putins anhängare i den amerikanska huvudstaden då han försökte fördröja Magnitsky Act och därefter sedan, utan att lyckas, få bort namnet ”Magnitsky” från dess namn. Lagförslaget antogs till slut av representanthusets utrikesutskott i maj 2016. Han går under namnet "Putins favorite congressman" och en annan republikan Kevin McCarthy sa i en skämtsam ton att det fanns två personer som han trodde Putin betalade – Trump och Rohrabacher..

### Afghanistan
Rohrabacher har länge engagerat sig för Afghanistan, där han stött den nuvarande (2016) konstitutionen. Han har argumenterat för tillbakadragande av amerikanska trupper från landet. Han ville istället att afghanerna själva skulle besegra talibanerna. Han har varnat för korruptionen i landet.

### Iran
Rohrabacher menar att USA bör stödja separatiströrelser i delar av landet Iran. 

### Medicinsk marijuana
Hinchey–Rohrabacher medical marijuana amendment är en lag i USA som underlättar för personer som använder drogen marijuana i en stat som legaliserat marijuana genom att de kan slippa bli åtalade i andra stater. Rohrabacher stödjer legalisering av marijuana i hemstaten Kalifornien. 